# 1880 in Zwitserland
Dit artikel beschrijft het verloop van 1880 in Zwitserland.

## Ambtsbekleders
De Bondsraad was in 1880 samengesteld als volgt:
| Naam | Naam                | Partij    | Kanton     | Functie                                                                                              |
| ---- | ------------------- | --------- | ---------- | --- |
|      | Emil Welti          | radicalen | Aargau     | Bondspresident in 1880; hoofd van het Departement van Politieke Zaken                                |
|      | Fridolin Anderwert  | radicalen | Thurgau    | Vicebondspresident in 1880; hoofd van het Departement van Justitie en Politie (tot 25 december 1880) |
|      | Simeon Bavier       | radicalen | Graubünden | Hoofd van het Departement van Posterijen en Spoorwegen                                               |
|      | Numa Droz           | radicalen | Neuchâtel  | Hoofd van het Departement van Handel en Landbouw                                                     |
|      | Bernhard Hammer     | radicalen | Solothurn  | Hoofd van het Departement van Financiën en Douane                                                    |
|      | Wilhelm Hertenstein | radicalen | Zürich     | Hoofd van het Departement van Militaire Zaken                                                        |
|      | Karl Schenk         | radicalen | Bern       | Hoofd van het Departement van Binnenlandse Zaken                                                     |

De Bondsvergadering werd voorgezeten door:
| Naam | Naam                | Partij              | Kanton     | Functie                                              |
| ---- | ------------------- | ------------------- | ---------- | ---------------------------------------------------- |
|      | Arnold Künzli       | radicalen           | Aargau     | Voorzitter van de Nationale Raad (tot 7 juni 1880)   |
|      | Karl Burckhardt     | radicalen           | Bazel-Stad | Voorzitter van de Nationale Raad (vanaf 7 juni 1880) |
|      | Karl Rudolf Stehlin | gematigde liberalen | Bazel-Stad | Voorzitter van de Kantonsraad (tot 7 juni 1880)      |
|      | Christian Sahli     | gematigde liberalen | Bern       | Voorzitter van de Kantonsraad (tot 2 juni 1880)      |

## Gebeurtenissen

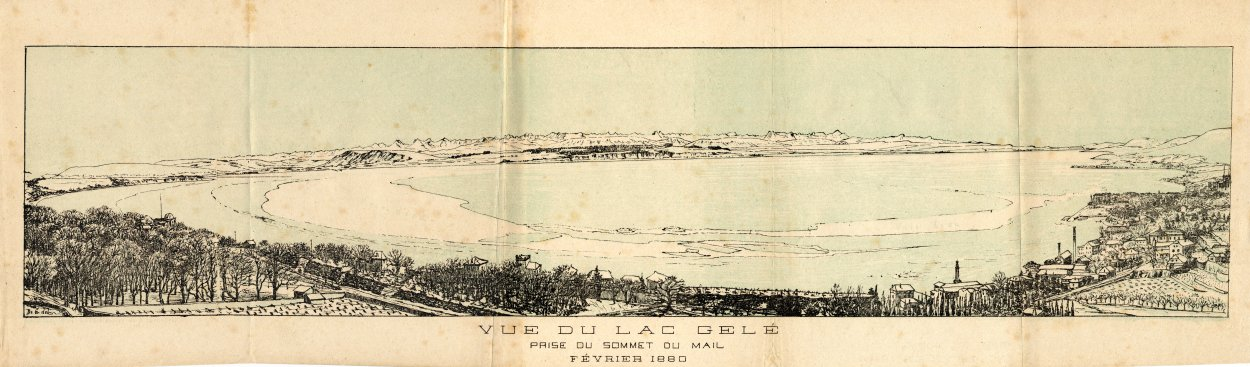
Het dichtgevroren Meer van Neuchâtel in februari 1880.

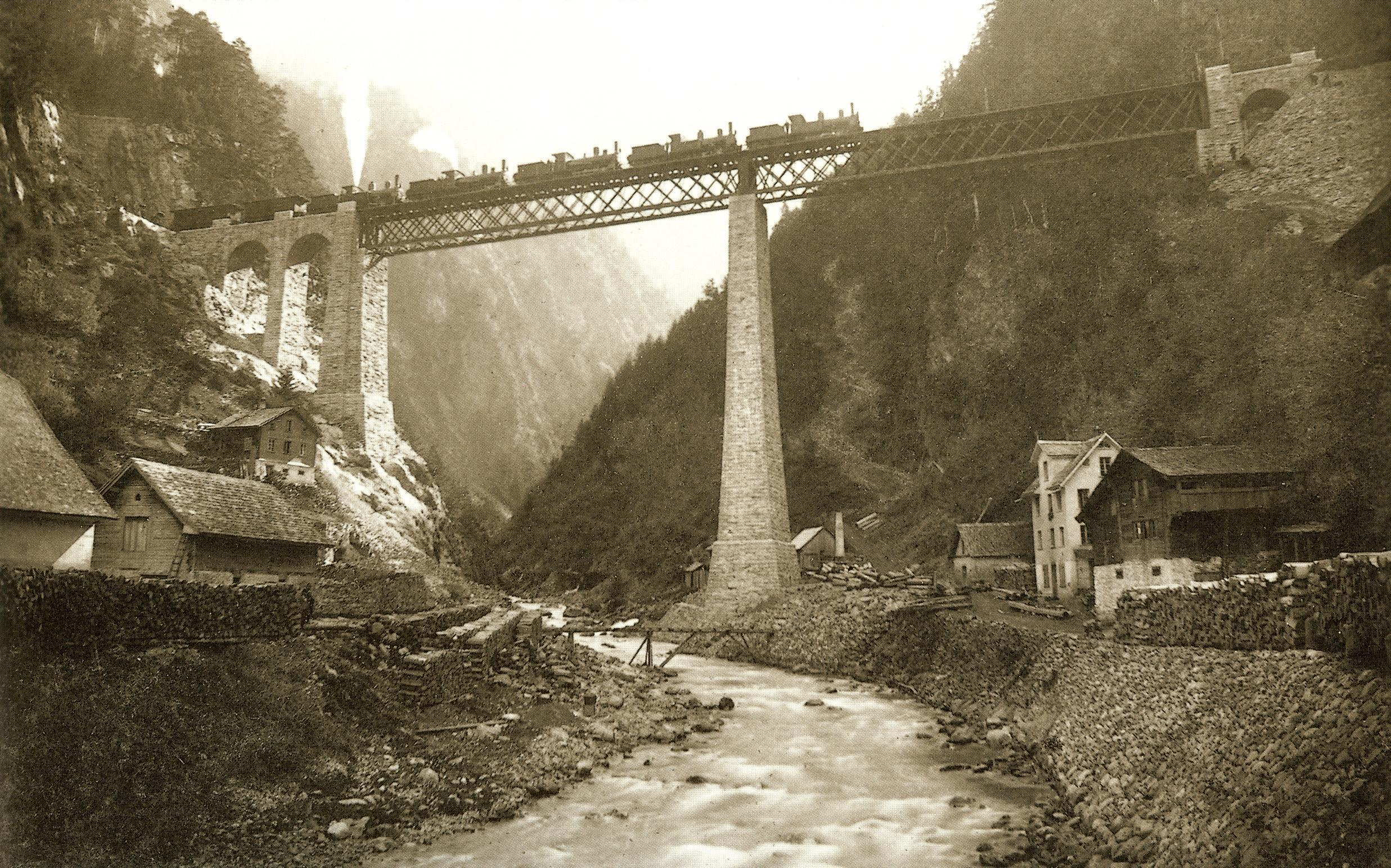
De Chärstelenbachbrücke in Silenen (kanton Uri) in 1880.

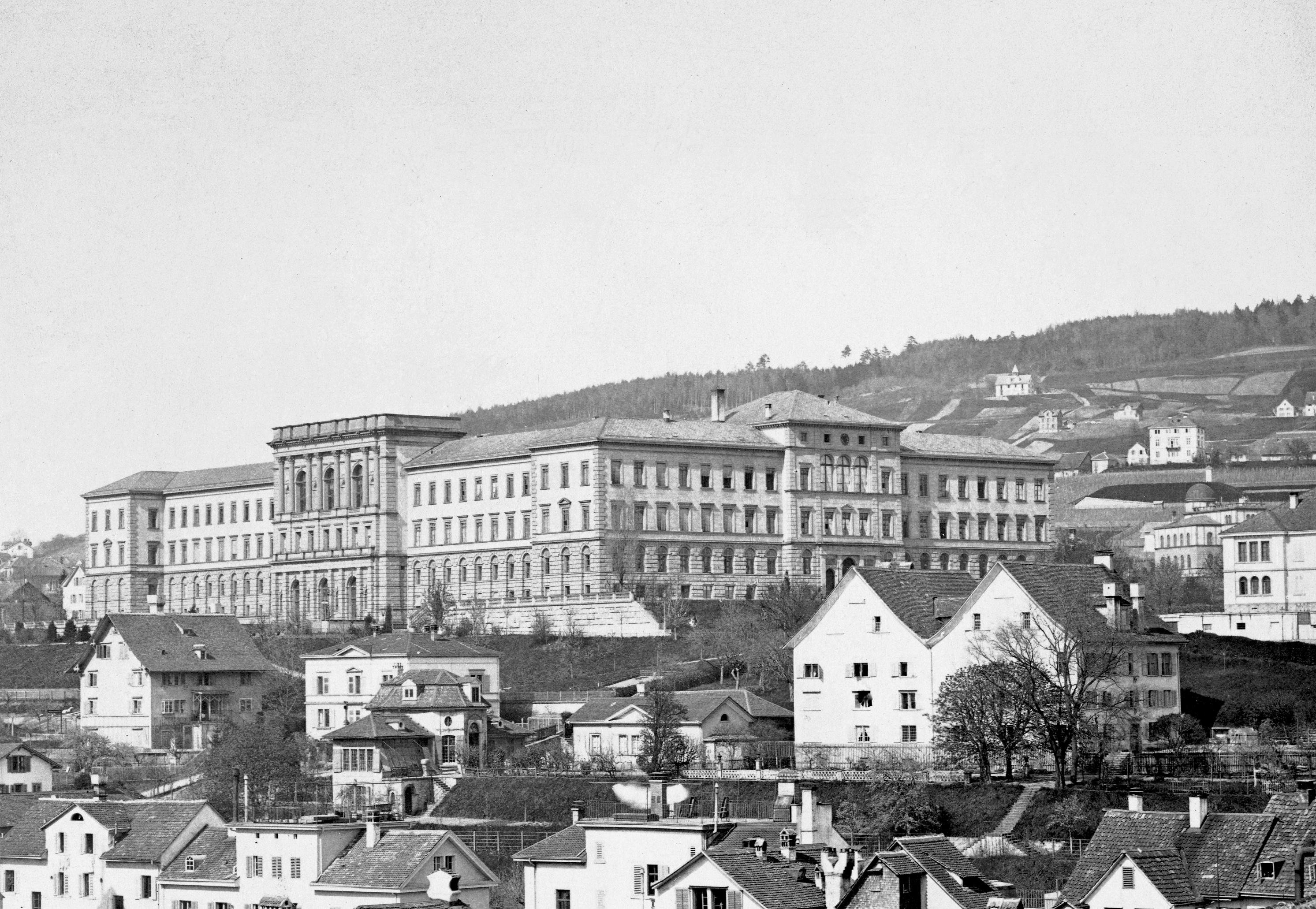
De Federale Polytechnische Hogeschool van Zürich in 1880.

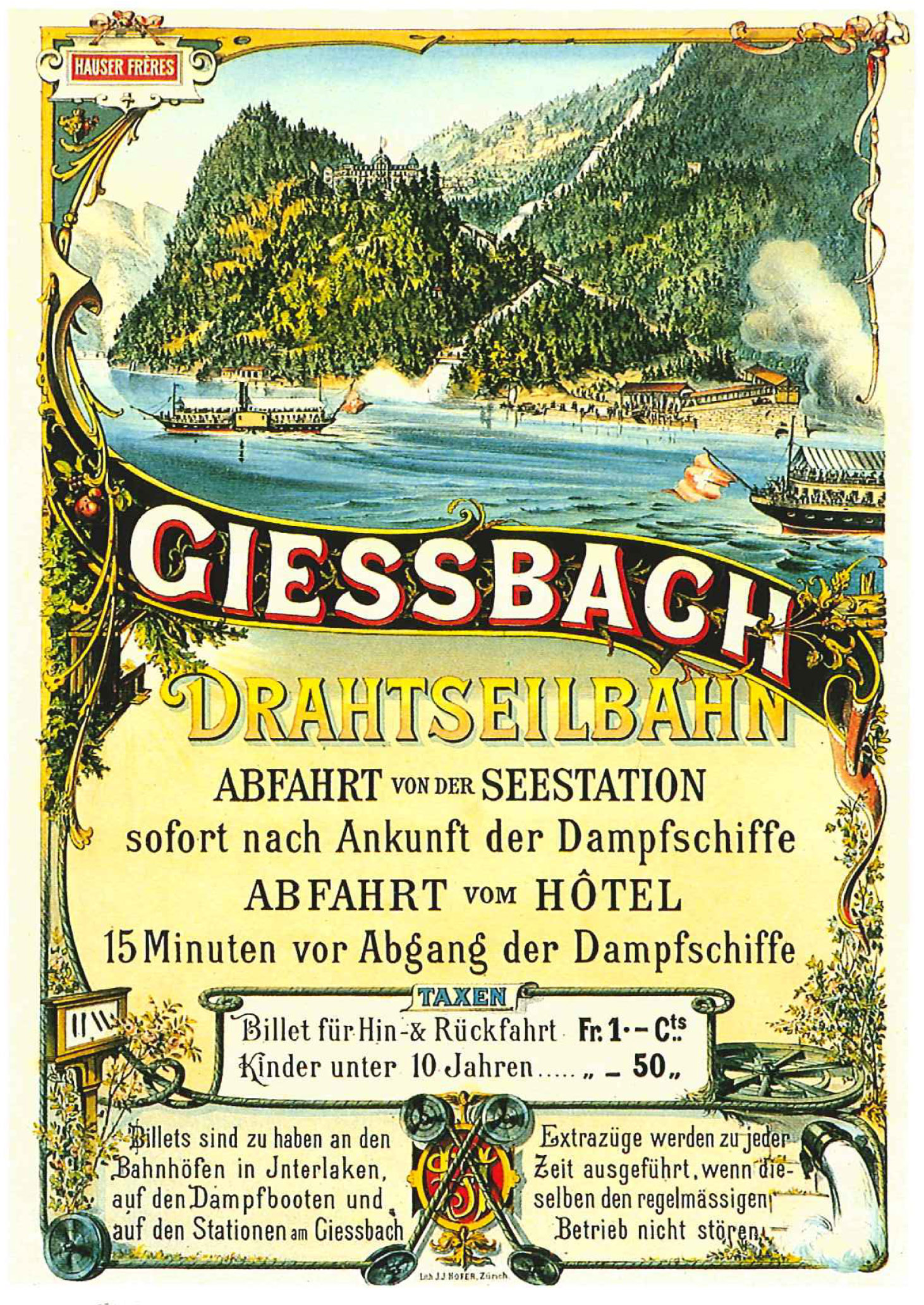
Affiche van de Giessbachbahn van rond 1880.

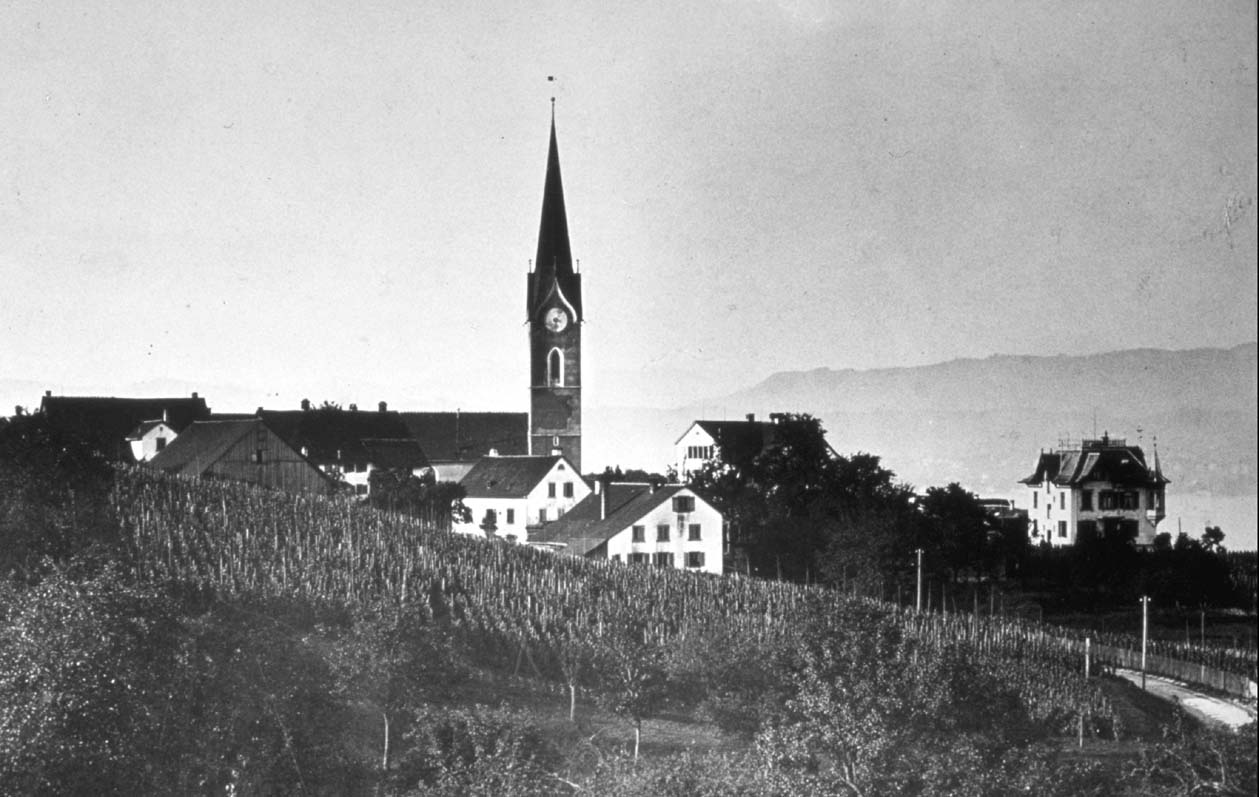
Zicht op Zollikon (kanton Zürich) in 1880.

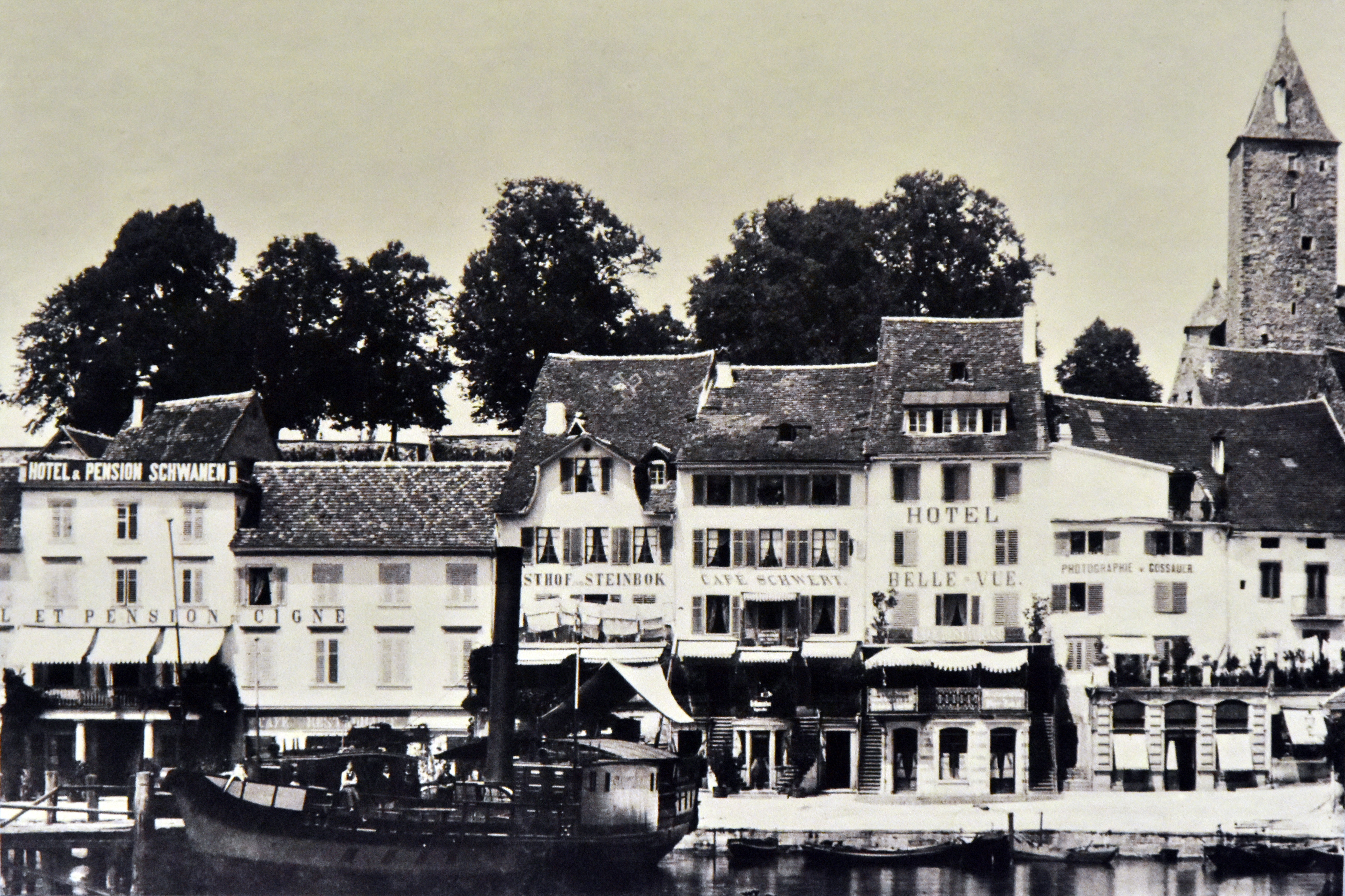
Zicht op Rapperswil (kanton Sankt Gallen) in 1880.

### Februari
- Het Meer van Neuchâtel geraakt dichtgevroren.
- 29 februari: De boring van de Gotthardtunnel wordt afgerond.

### April
- 6 april: Inwerkingtreding van de federale wet op de productie van forsforlucifers.

### Juni
- 20 juni: Stichting van de Gesellschaft für Schweizerische Kunstgeschichte.

### Juli
- 4 juli: Bij een kantonnaal referendum in het kanton Genève wordt de scheiding tussen kerk en staat verworpen met 9.306 stemmen tegen 4.045.
- 16 juli: Het dorp Ramosch (kanton Graubünden) wordt verwoest door een brand. 97 gebouwen worden verwoest en 108 gezinnen worden dakloos.
- 25 juli: Tijdens een storm zinkt op het Meer van Biel de stoomboot Neptunus. Men betreurt 15 overlijdens.

### Oktober
- 2 oktober: In Zürich (kanton Zürich) wordt het eerste telefoonnetwerk van Zwitserland in gebruik genomen.
- 31 oktober: Bij het Zwitsers grondwettelijk referendum van 1880 verwerpen de bevolking en de kantons met 121.099 stemmen (31,8%) en 4,5 kantons voor en 260.126 stemmen (68,2%) en 17,5 kantons tegen een bevolkingsinitiatief ter herziening van de Zwitserse Grondwet.

### November
- 1 november: Inwerkingtreding van de federale wet betreffende de kosten van de federale justitie.
- 1 november: Inwerkingtreding van de federale wet betreffende de waarborg van vergoedingen die voortvloeien uit de rechtstreekse dienstverlening van de spoorwegen en uit het gezamenlijk gebruik van trajecten en stations.
- 7 november: In Olten (kanton Solothurn) wordt de Zwitserse Federatie van Vakverenigingen opgericht.

### December
- 7 december: Vicebondspresident Fridolin Anderwert wordt verkozen tot bondspresident voor het jaar 1881. Na zijn verkiezing breekt een lastercampagne tegen hem uit.
- 12 december: Bij lawines in het Berner Oberland komen 46 mensen om het leven.
- 25 december: Vicebondspresident en verkozen bondspresident voor het jaar 1881 Fridolin Anderwert pleegt zelfmoord op de Kleine Schanze in Bern (kanton Bern).

## Geboren
- 8 januari: Ida Hoff, interniste (overl. 1952)
- 16 januari: Paulette Brupbacher, Russisch-Zwitserse arts (overl. 1967)
- 6 juni: Marguerite Evard, feministe en onderwijzeres (overl. 1950)
- 30 juni: Rosa Bloch-Bollag, anarchiste, activiste en politica (overl. 1922)
- 13 juli: Marie Speyer, Luxemburgse taalkundige en schooldirectrice die in Zwitserland studeerde (overl. 1914)
- 24 juli: Ernest Bloch, Amerikaans componist (overl. 1959)
- 10 november: Clara Winnicki, apothekeres (overl. 1938)
- 20 november: Hedwig Egger-von Moos, hotelierster, schrijfster en dichteres (overl. 1965)

## Overleden
- 14 januari: Carl Feer-Herzog, ingenieur en politicus (geb. 1820)
- 14 januari: Johann Rudolf Schneider, arts en politicus (geb. 1804)
- 2 maart: Louis Bornet, industrieel (geb. 1818)
- 15 maart: Johann Jakob Breitinger, architect (geb. 1814)
- 17 april: Joseph-Samuel Farinet, smokkelaar en valsmunter (geb. 1845)
- 18 juni: John Sutter, Zwitsers-Amerikaans avonturier (geb. 1803)
- 18 juni: Louis Denzler, militair en politicus (geb. 1806)
- 10 september: Paul Nagel, politicus (geb. 1831)
- 28 november: Abraham Geilinger, ondernemer (geb. 1820)
- 1 december: Jenny Enning, filantrope (geb. 1810)
- 25 december: Fridolin Anderwert, politicus en zittend lid van de Bondsraad, verkozen bondspresident (geb. 1828)

1848
· 1849
· 1850
· 1851
· 1852
· 1853
· 1854
· 1855
· 1856
· 1857
· 1858
· 1859
· 1860
· 1861
· 1862
· 1863
· 1864
· 1865
· 1866
· 1867
· 1868
· 1869
· 1870
· 1871
· 1872
· 1873
· 1874
· 1875
· 1876
· 1877
· 1878
· 1879
· 1880
· 1881
· 1882
· 1883
· 1884
· 1885
· 1886
· 1887
· 1888
· 1889
· 1890
· 1891
· 1892
· 1893
· 1894
· 1895
· 1896
· 1897
· 1898
· 1899
· 1900
· 1901
· 1902
· 1903
· 1904
· 1905
· 1906
· 1907
· 1908
· 1909
· 1910
· 1911
· 1912
· 1913
· 1914
· 1915
· 1916
· 1917
· 1918
· 1919
· 1920
· 1921
· 1922
· 1923
· 1924
· 1925
· 1926
· 1927
· 1928
· 1929
· 1930
· 1931
· 1932
· 1933
· 1934
· 1935
· 1936
· 1937
· 1938
· 1939
· 1940
· 1941
· 1942
· 1943
· 1944
· 1945
· 1946
· 1947
· 1948
· 1949
· 1950
· 1951
· 1952
· 1953
· 1954
· 1955
· 1956
· 1957
· 1958
· 1959
· 1960
· 1961
· 1962
· 1963
· 1964
· 1965
· 1966
· 1967
· 1968
· 1969
· 1970
· 1971
· 1972
· 1973
· 1974
· 1975
· 1976
· 1977
· 1978
· 1979
· 1980
· 1981
· 1982
· 1983
· 1984
· 1985
· 1986
· 1987
· 1988
· 1989
· 1990
· 1991
· 1992
· 1993
· 1994
· 1995
· 1996
· 1997
· 1998
· 1999
· 2000
· 2001
· 2002
· 2003
· 2004
· 2005
· 2006
· 2007
· 2008
· 2009
· 2010
· 2011
· 2012
· 2013
· 2014
· 2015
· 2016
· 2017
· 2018
· 2019
· 2020
· 2021
· 2022
· 2023